# Marsouin (1809)
Pour les articles homonymes, voir Marsouin.

Le Marsouin est une gabare de la Marine royale construite à La Seyne-sur-Mer en septembre 1809. Puis elle est armée à Toulon.
En 1822, cette gabare est transformée au Havre en brick. Après sa participation à l'expédition d'Espagne par blocus de La Corogne et de Cadix, il s'oppose sur les côtes d'Afrique noire au commerce d'esclaves. Puis appartenant à la flotte du Levant, il sécurise les mers après la bataille de Navarin. Il prend part à l'expédition d'Alger. Il participe au cordon sanitaire instauré devant Marseille en raison de la deuxième pandémie de choléra.
En 1834, il s'échoue à cause d'un fort mistral au passage des Grottes, à l'île du Levant.

## Mouvements

### Gabare: 1809-1822
- 1809En septembre 1809 cette gabare de 262 tonnes est mise à l'eau à Toulon[1].
- 1815Le 4 mars 1815, elle part pour une mission de reconnaissance hydrographique des côtes de la mer Méditerranée[2].
- 1820En 1820, ce bâtiment fait partie des 21 gabares de la Marine royale[1].
- 1822En 1822, il est précisé qu'elle a pour port d'attache Le Havre[3].

### Brick: 1823-1833
- 1823Le 10 août 1823, le Marsouin, devenu brick[4], appareille de Cherbourg afin de participer à l'expédition d'Espagne en instaurant avec d'autres le blocus de La Corogne[5] puis de Cadix[6].Le 4 décembre 1823, il arrive à Toulon en provenance de Mahon. Puis il appareille de Toulon le 6 janvier 1824 pour le Sénégal[7].

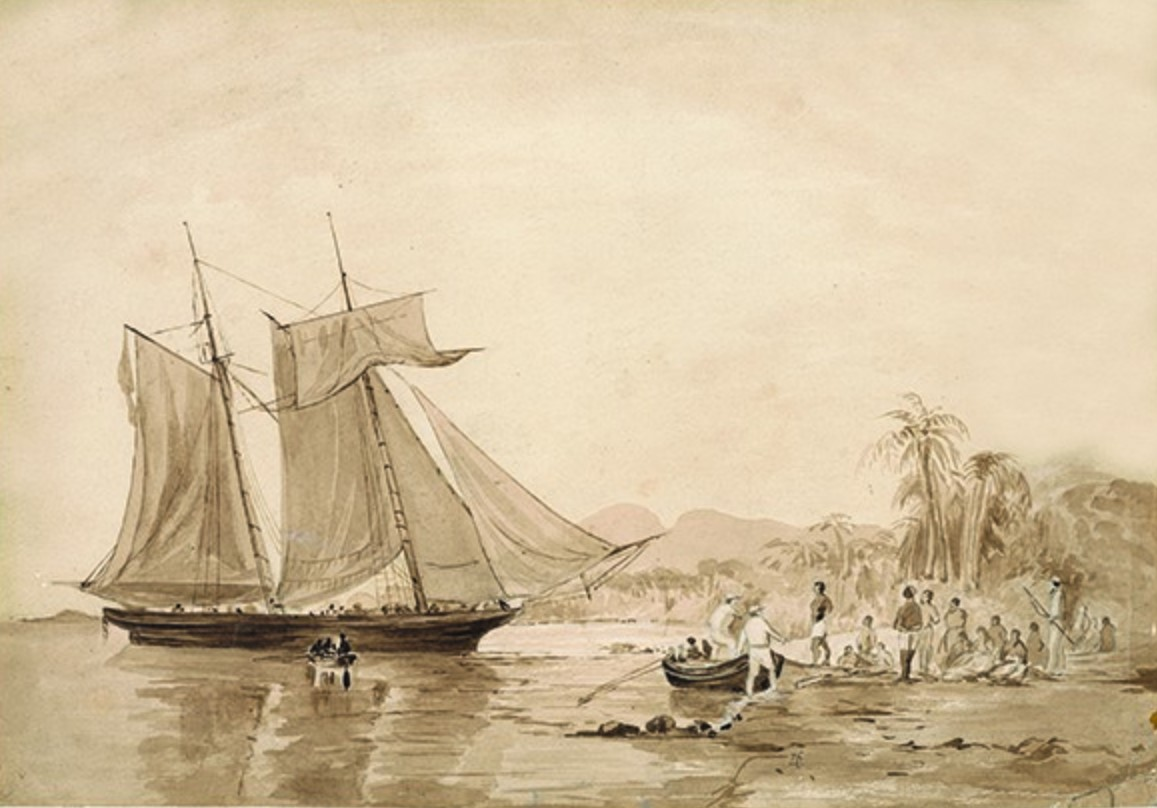
Chargement d'un navire négrier.

- 1824Le 22 janvier 1824, il part de Toulon et via Santa Cruz de Tenerife gagne les eaux du Sénégal. Il appartient alors à la division navale du capitaine de vaisseau La Treyte qui s'oppose aux négriers toutes nationalités confondues. Ainsi il surveille la côte des Dents[N 1] — côte d'Ivoire — entre le cap des Palmes et le cap des Trois-Pointes. Il hiverne le 26 août 1824 en station de Gorée au Sénégal[9],[10].
- 1825Le 17 juin 1825, il part de l'île de Gorée et arrive le 31 juillet à Rochefort, informant de la surveillance qu'il exerce avec la flotte en s'opposant au commerce d'esclaves[11],[12].Le 12 août, part de Rochefort avec des passagers pour Cadix[13].Le 18 août, assure une traversée de la rade de l'île d'Aix au Sénégal[14].Le 11 octobre, il appareille de Rochefort, fait escale le 20 octobre à Cadix[12], et le 3 novembre mouille à Toulon[15].Le 18 novembre, il appareille de Toulon[16] et arrive le 28 novembre 1825 à Smyrne[13].

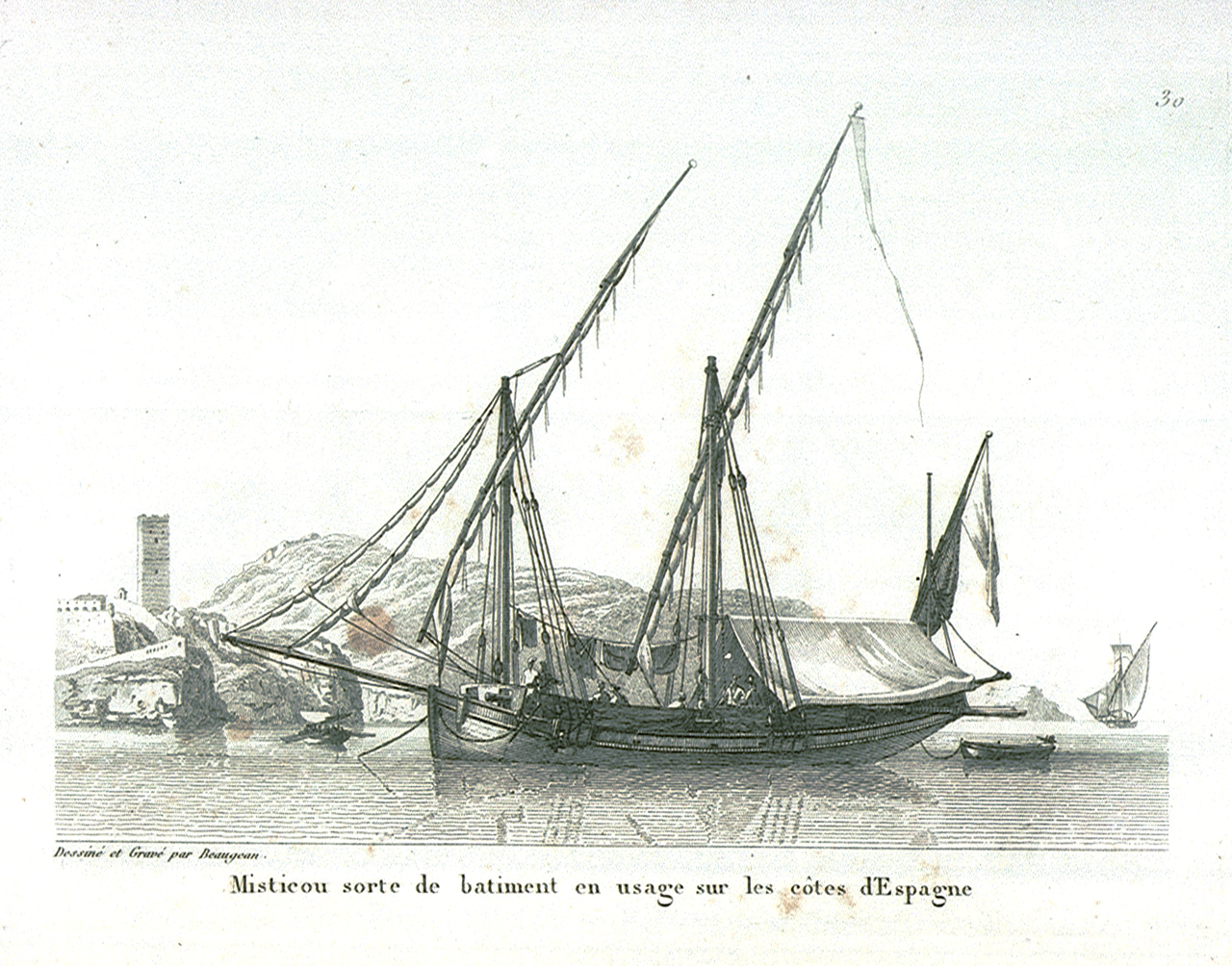
Mistic selon Jean-Jérôme Baugean.

- 1827Le 20 avril 1827, il est en rade du Pirée[17].Le 12 juillet, en provenance d'Alger où il participe au blocus du port, il arrive à Toulon[18].Le 31 août, il arrive à Mílos rattaché à l'escadre commandée par l'amiral Henri de Rigny[19].Dès novembre 1827, à la suite de la défaite de la flotte ottomane à la bataille de Navarin, à laquelle il ne participe pas, il s'oppose à toute piraterie — même agréée par les Grecs — dans les eaux environnantes[20]. C'est ainsi que fin novembre 1827 il coule deux des trois mistics qui par méprise pensent qu’il s’agit d’un navire de commerce à dépouiller. Le troisième réussi à prendre la fuite[21].Le 3 décembre 1827 il part de Smyrne pour Toulon. La nuit même du départ il est attaqué entre les îles de Chio et Ipsara par un mistic de nationalité grecque qu'il coule. Le comte Alexandre de Laborde, passager membre du comité philhellène de Paris, peut témoigner de la nationalité. Ceci conforte les Français à s'opposer vivement à toute lettre de course même grecque[22],[23].
- 1828Le 1er janvier 1828 il fait escale à Naples, et arrive le 12 janvier à Toulon[24].Le 14 mai 1828, il appareille de Toulon[25].
- 1829Le 20 mars 1829, en provenance de Navarin via Tunis, il arrive à Toulon[26].Le 13 novembre, en provenance de Navarin, arrive à Toulon et en repart le 14 décembre 1829[27].
- 1830Le 30 janvier 1830, en provenance de Navarin, arrive à Toulon[28].Le 18 mai, il appareille de Toulon[29] faisant partie de l'escadre de réserve[30] de l'expédition d'Alger[31],[32].Le 5 décembre 1830, il arrive à Toulon, en provenance d'Alger[33].
- 1831Le 9 février 1831 il quitte Toulon pour Navarin, puis le 24 avril part de Navarin pour revenir le 9 mai à Toulon[34].Le 11 juin il quitte Toulon pour Navarin et revient le 17 juillet à Toulon[34].Le 14 août il se rend à la Martinique et revient le 20 novembre 1831 à Toulon[34].
- 1832Le 15 janvier 1832, part de Toulon pour remplacer la Surprise dans le service sanitaire autour de Marseille qui subit la deuxième pandémie de choléra et y arrive le même jour. Arrive le 6 mai à Toulon en provenance des eaux de Marseille[35].Le 12 mai, part pour croiser sur les côtes[35].Le 12 juillet il appareille de Toulon pour porter une batterie à Oran. Le 29 juillet il en repart avec 55 passagers et touche Marseille le 7 août pour arriver le 10 août à Toulon[36].Le 29 septembre il part de Toulon et le 7 octobre arrive à Alger. Puis le 22 octobre arrive à Bougie, alors mouillé depuis six jours dans la rade, il doit répondre au feu de l'artillerie des forts[37],[N 2], et le 23 novembre parvient à Alger. Enfin le 30 décembre 1832 il est de retour à Toulon[36].
- 1833Entre le 6 et 11 février 1833, il assure une traversée de Bône à Toulon et repart le 27 mars 1833 avec des passagers à Alger[39].

## Naufrage

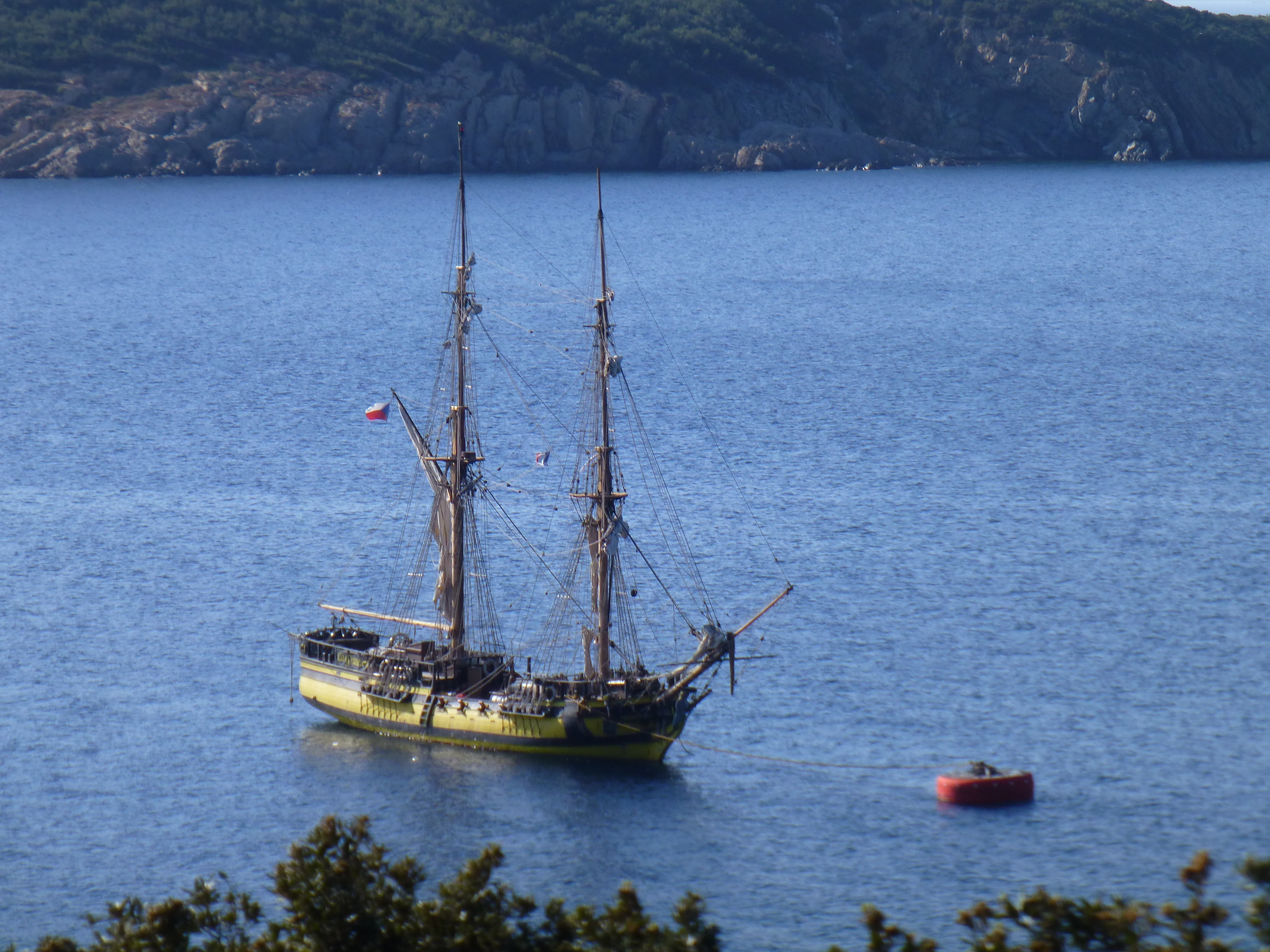
Un brick, analogue au Marsouin, abrité dans la baie d'Hyères par l'île de Port-Cros en 2016.

Durant l'hiver 1833-1834, marqué par très violentes tempêtes en mer Méditerranée, il part d'Alger le 28 décembre 1833 vers Toulon et il subit un fort mistral qui malmène la mature occasionnant ainsi une légère voie d'eau. En vue de la terre, le 31 décembre, il se met à la cape sous misaine puis il tente de s'abriter dans la baie d'Hyères. À bord se trouve un pilote-côtier. Ainsi vers deux heures du matin, dans la nuit du 1er janvier 1834, il passe entre les îles de Port-Cros et du Levant, mais une variation subite de direction de l'air l'amène à virer face au vent. Par manque de vitesse la manœuvre échoue enfin ses deux ancres bâbord puis tribord, jetées ensemble en dernier recours, cassent. Drossé alors à la côte par les courants il talonne et s'échoue. Un coup de canon est tiré pour donner l'alerte. Les soixante-quinze militaires rapatriés d'Alger puis l'équipage sont mis à terre. En effet, le naufrage a lieu si près du bord, qu'une filière installée le long du gui, sert de pont et tous sont sauvés. Un baril de farine est retiré de la cale. Des tentes faites de voiles sont disposées sur une plage, peu avant la dislocation du bâtiment. Le commandant évacue le dernier entre neuf et dix heures. Le grand canot, mis à l'eau lors du naufrage, va prévenir Fort-Man sur l'île de Port-Cros. Puisque le navire vient d'Alger — où sévit la deuxième pandémie de choléra —, les officiers font respecter la quarantaine en évitant le contact avec les îliens, seul un tonneau de vin apporté par les secours de Port-Cros est accepté,,.
Le Castor, bateau à vapeur, commandé par le lieutenant de vaisseau Lelieur de Ville-sur-Acre, part de Toulon le 4 et ne récupère qu'un peu de chaîne, deux ancres de bossoir cassées et une partie du gréement. Il revient à Toulon le 6 janvier 1834. La Ménagère, gabare commandée par le lieutenant de vaisseau Baligot, partie de Toulon la nuit du 9 au 10 pour évacuer l'équipage arrive le 12. Elle est de retour à Toulon le 17 janvier 1834. En mai 1834, l'artillerie, les caisses à eau et le lest de fer sont à leur tour ramenées.
À la suite de ce naufrage un conseil de guerre se tient à Toulon le 16 février 1834. Celui-ci, présidé par le contre-amiral Auguste Samuel Massieu de Clerval, est constitué de huit juges, un procureur et un greffier appartenant tous à la Marine royale qui appellent seize témoins. Il conclut que le navire est perdu involontairement, sans impéritie, ni perte humaine, le commandant quittant le bord le dernier. Chacun de ces points est reconnu par tous les juges. Cependant, s'ils se prononcent unanimement pour l'acquittement, le caractère honorable n'est obtenu que par sept voix sur huit. Son épée est alors rendue au lieutenant de vaisseau Adrien Law de Clapernou,.
L'épave est localisée passe des Grottes en 1987 par Sylvain Poirier par six mètres de fond et déclarée par Roland Blanc. Une campagne de fouille est conduite par le Groupe de recherche en archéologie navale (GRAN) du 18 au 22 avril 1988. Sont retrouvés des éléments propres au navire tels du lest de pierre et une ancre brisée ou à son armement tels des boulets et une platine de mise de feu. Se trouve aussi des balles de fusil en plomb. Parmi les objets personnels existent quelques céramiques vernissées, un pied de verre, un bouchon de caraffe, des souliers et un carreau de terre cuite. Globalement le site s'avère très pauvre. Ceci d'une part en raison des opérations de récupération du matériel organisées peu après le naufrage, et d'autre part en raison de la proximité de la plage et de la faible profondeur facilitant l'accès aux habitants des îles voisines et aux pêcheurs,.

## Commandants

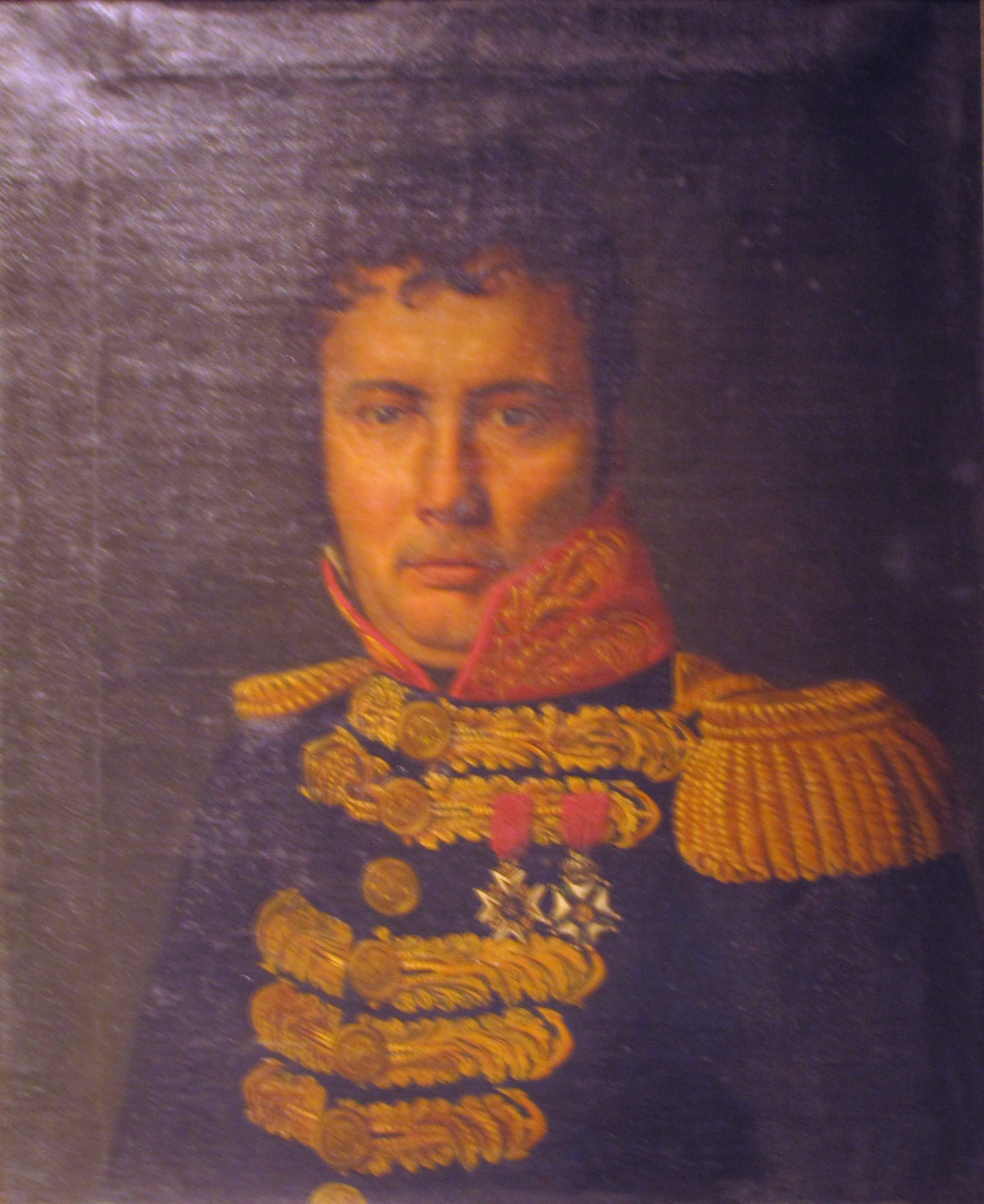
Pierre-Henry Gauttier du Parc nommé contre-amiral le 27 septembre 1829.

- 1815 : Pierre-Henry Gauttier du Parc, capitaine de frégate[2]
- 1823-1825 : Eugène Danycan [de l'Espine], lieutenant de vaisseau[5]
- 1825-1827 : Alexandre Guettard, lieutenant de vaisseau[12]
- 1827-1829 : Pierre-Auguste-Éole-Émile de Sercey, lieutenant de vaisseau[24]
- 1829-1830 : Alexandre-François de Forget, lieutenant de vaisseau[27]
- 1831-1833 : Victor-Auguste Touboulic, lieutenant de vaisseau[34]
- 1833-1834 : Joseph-Élisabeth-Geneviève-Adrien Law de Clapernou, lieutenant de vaisseau[39],[45]